# Museu Olímpic i de l'Esport Joan Antoni Samaranch

El Museu Olímpic i de l'Esport Joan Antoni Samaranch és un museu inaugurat l'any 2007, situat a l'anella olímpica de Barcelona. El mes de juny de l'any 2010 va ser anomenat en honor de Joan Antoni Samaranch, president del Comitè Olímpic Internacional entre 1980 i 2001. Està situat davant de l'Estadi Olímpic de Montjuïc, en un solar delimitat per l'avinguda de l'Estadi, el passeig Olímpic i els carrers Vivers i dels Tres Pins.

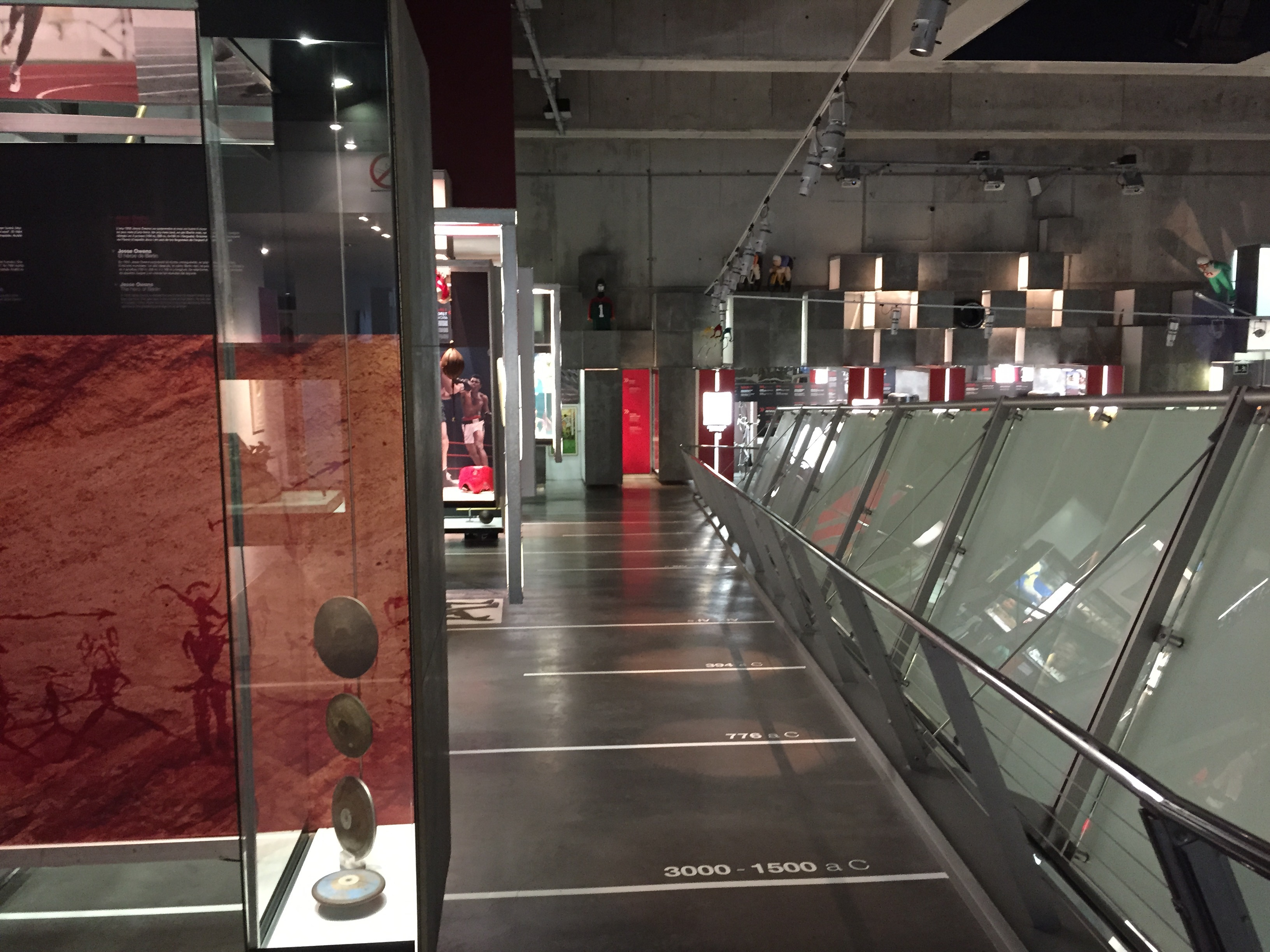
Interior del museu

Al Museu hi conviuen aspectes de l'esport d'alt rendiment fins a l'esport competitiu i el de lleure, així com la pràctica esportiva de persones amb discapacitat o l'esport en general. Mostra com a través de l'esport es pot promoure valors, educar, innovar i renovar. El museu té un "espai d'ídols" en què hi ha protagonistes destacats de l'esport. També acull una zona per a l'esport de masses i els grans esdeveniments. Inclou espais interactius amb avançada tecnologia i instal·lacions multimèdia.
Un dels espais més emblemàtics del museu és la Col·lecció Joan Antoni Samaranch, que té com a objectiu reflectir l'esperit esportiu olímpic a través de peces relacionades amb l'esport, l'art i la cultura, de l'ex-president del COI.
També inclou una sala d'exposicions temporals, una mostra de l'esport en diferents civilitzacions i la seu de la Fundació Barcelona Olímpica.

## Història
El projecte del museu, presentat pel regidor d'Esports, Pere Alcober, va ser aprovat pel Ple de l'Ajuntament de Barcelona l'any 2005. El projecte inicial preveia que el museu fos ubicat al mateix Estadi Olímpic, en una instal·lació de nova planta amb un total de quatre pisos que s'havia d'ubicar a la grada nord de la instal·lació. Segons el projecte, el museu havia d'ocupar una superfície de 3000 m² i tenir espais dedicats a exposició temporal d'objectes que vinculessin art i esport, un espai dedicat als esportistes d'elit de l'Estat espanyol i un espai dedicat a l'olimpisme i els Jocs Olímpics de Barcelona.
El pressupost total de la creació del museu superà els 8 milions d'euros. El projecte arquitectònic i l'execució de l'obra tingué un cost estimat de 4,24 milions d'euros, que procediren a parts iguals de l'Ajuntament, la Diputació de Barcelona, la Generalitat i l'Estat, amb un milió d'euros cadascun, i l'aportació de 240.000 euros anà a càrrec del Comitè Olímpic Espanyol. El pressupost del projecte museològic i museogràfic significà 4 milions d'euros addicionals, finançats per l'Ajuntament a través de l'empresa Barcelona Serveis Municipals (BSM).
L'edifici està format per dos blocs diàfans de doble altura, protegits per una coberta vegetal enjardinada. La superfície total construïda és de 4.000 metres quadrats, repartits en quatre nivells. Els arquitectes responsables del projecte van ser Xavier Basiana i Toni Camps, de l'estudi de Nau Ivanow.
El museu va ser inaugurat el 21 de març de 2007.

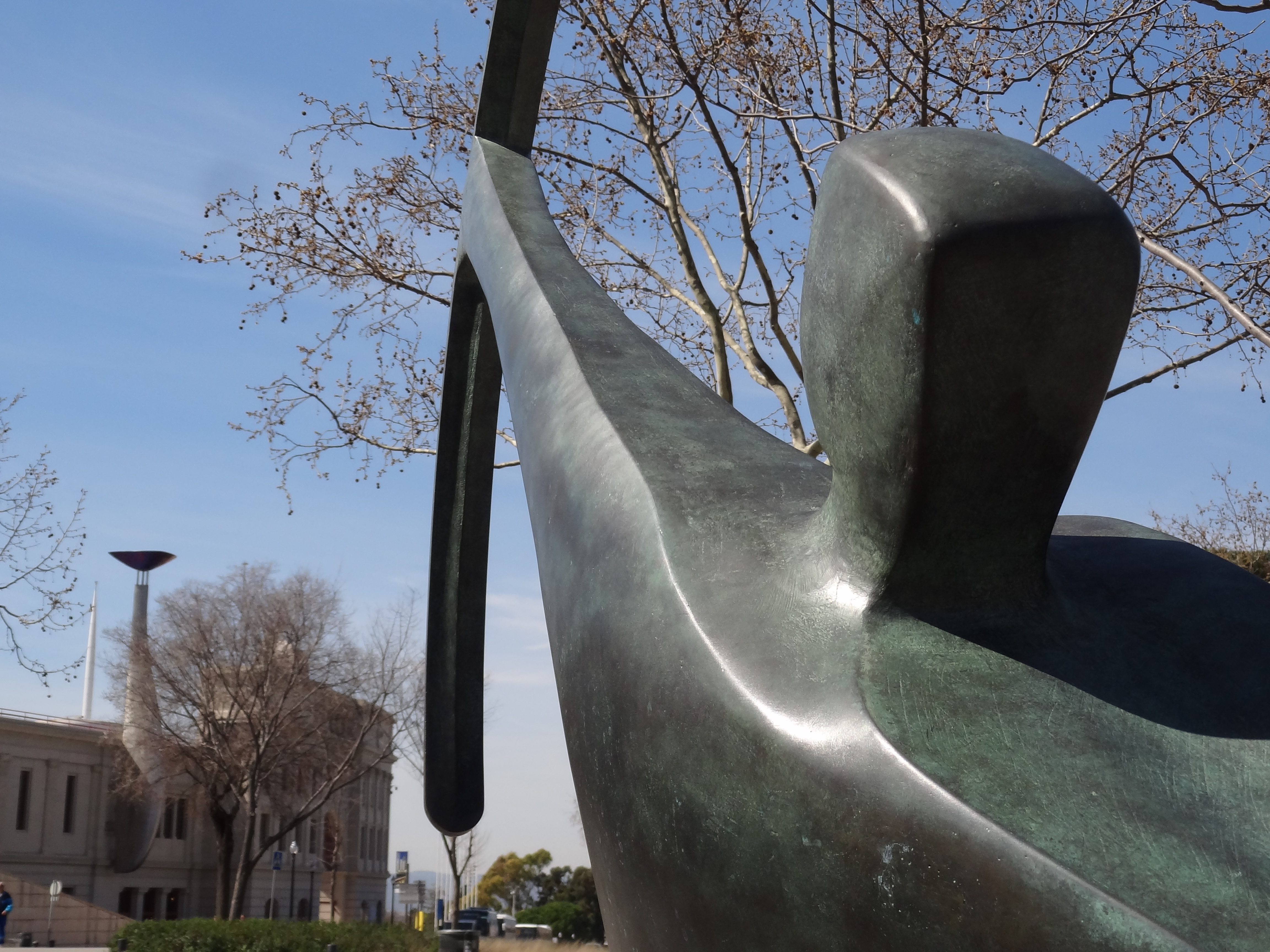
Escultura l'Arquer olímpic, apuntant al pebeter olímpic

El 25 de juliol de 2012 es va inaugurar davant del museu l'escultura l'Arquer olímpic, de Rosa Serra, donada per la Unió de Federacions Esportives de Catalunya amb motiu del vintè aniversari dels Jocs Olímpics de Barcelona 1992.

## Intervencions arqueològiques
El projecte de construcció del Museu Olímpic dels Esports, el qual havia de tenir una superfície en planta de 2.080 m², plantejava una àrea d'excavació de 35 x 40 m. concentrats en la zona més al nord-oest del solar (la cantonada a tocar amb el Passeig Olímpic i l'Avinguda de l'Estadi). La intervenció es basà en l'obertura de 7 rases per comprovar la possible existència de restes i, en cas afirmatiu, delimitar-ne l'extensió. Els sondejos, de mesures entre 1 i 1,5 m. d'amplada i longituds diverses, entre 12 i 33 m., es van fer mecànicament amb una màquina retroexcavadora sota seguiment arqueològic. La fondària assolida en cadascun d'ells depengué, en el cas de no documentar-se nivells o estructures de tipus arqueològic, de la profunditat en què es trobava el substrat geològic. La intervenció arqueològica preventiva va donar resultats negatius en la documentació d'estructures arqueològiques. Així es pot afirmar que no aparegueren estructures ni retalls de cronologia anterior al segle xx com els documentats en les obres de construcció de l'Estadi l'any 1929.

## Galeria

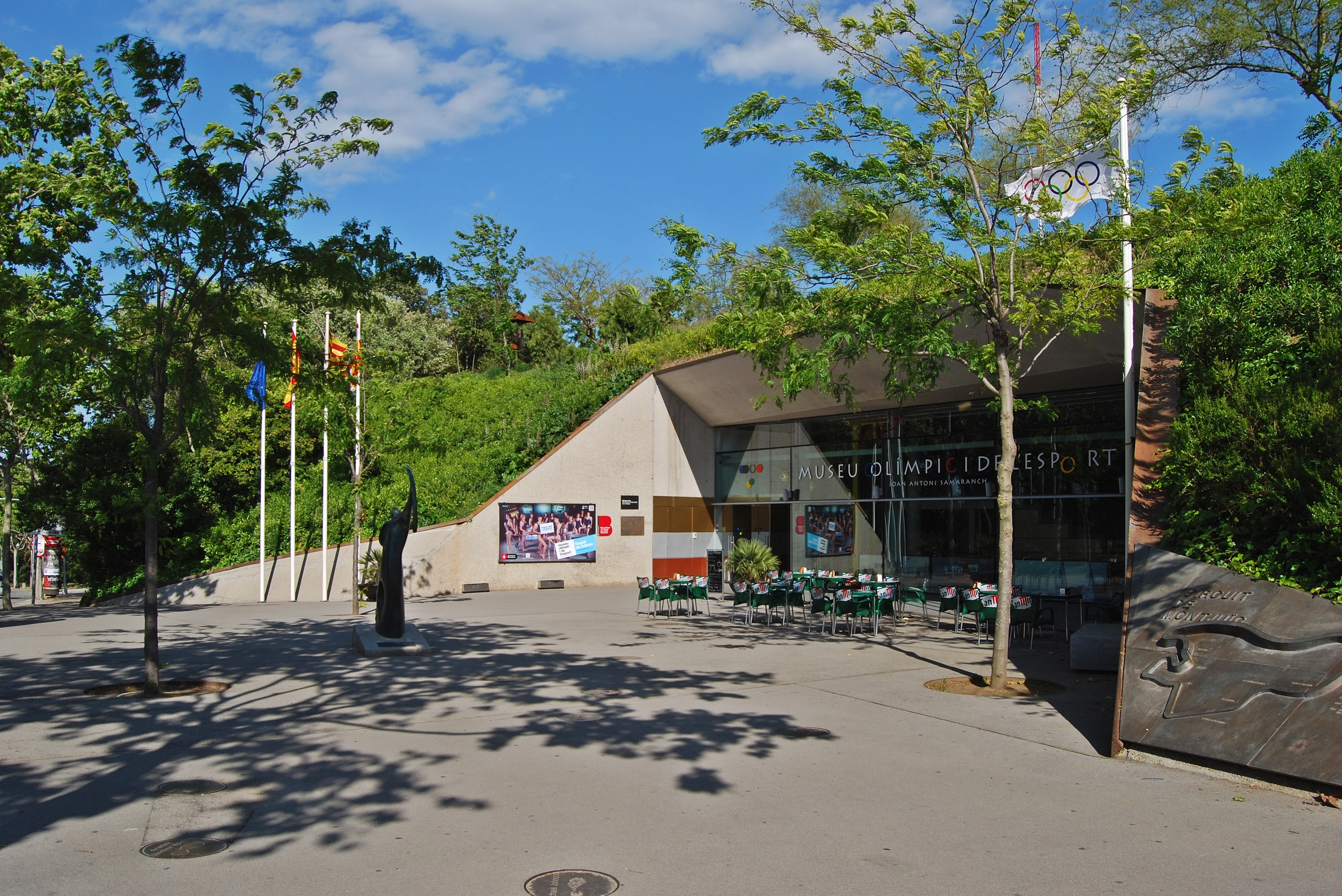
Entrada al Museu Olímpic i de l'Esport Joan Antoni Samaranch
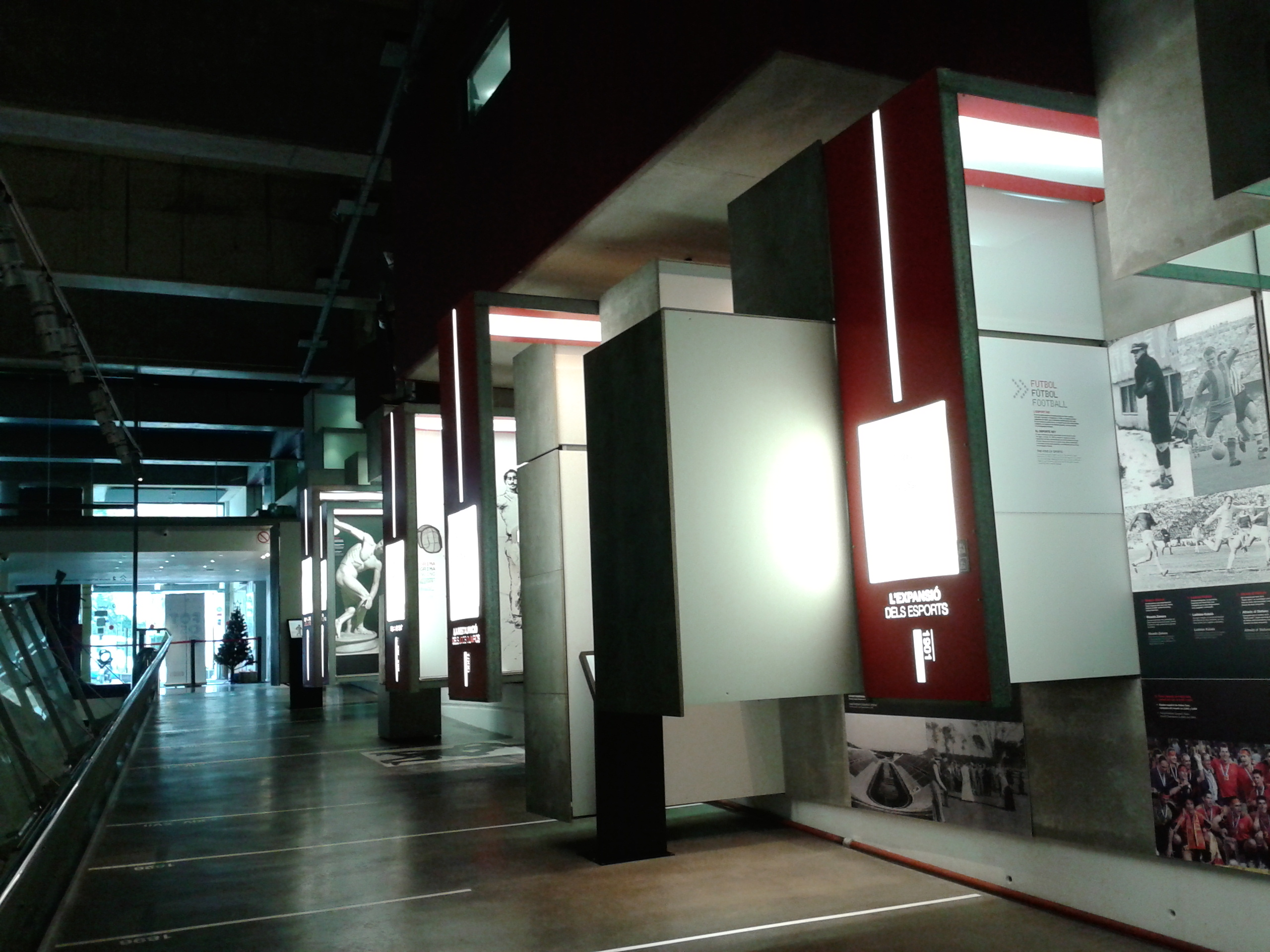
Vista interior del Museu Olímpic i de l'Esport
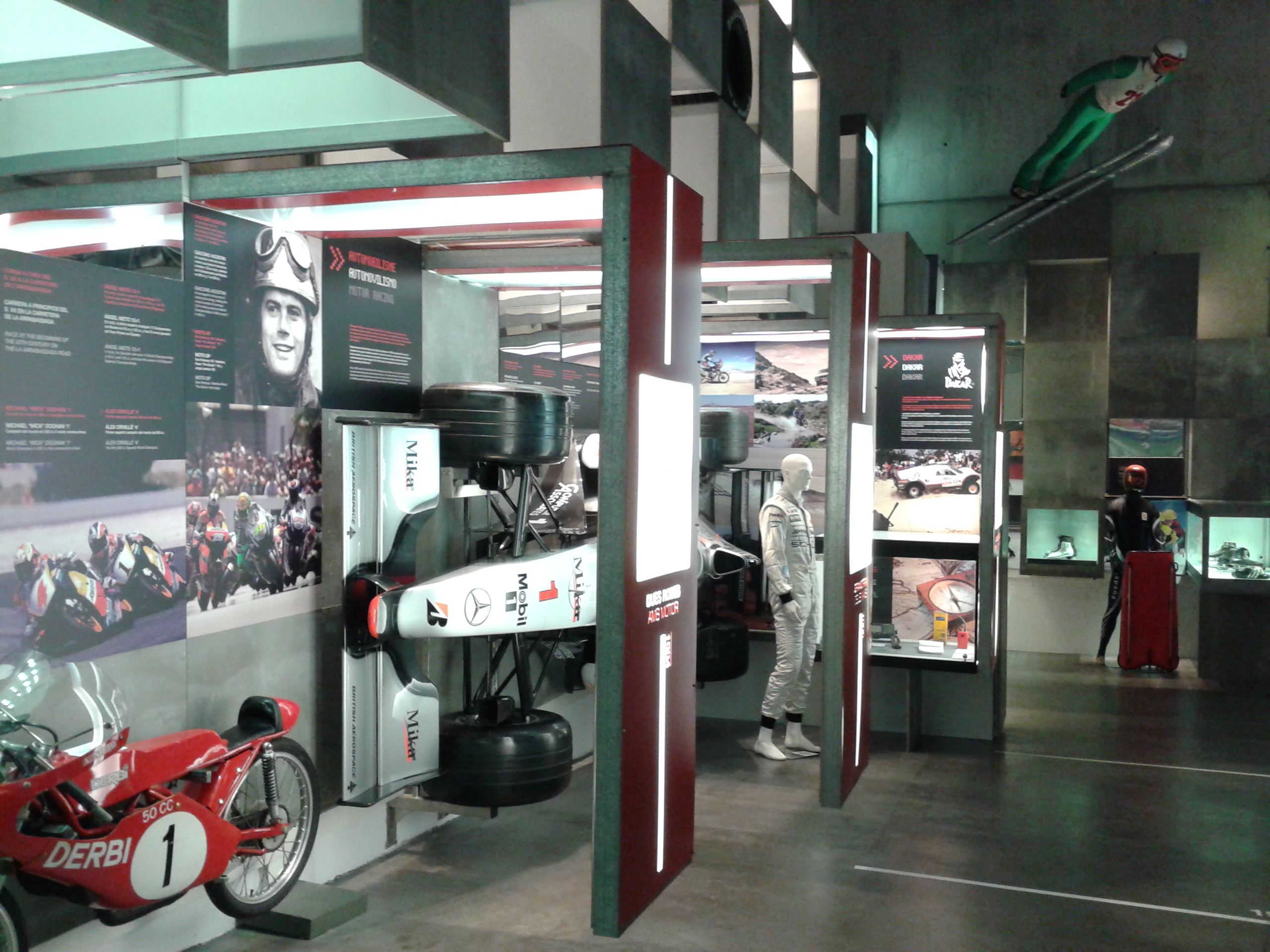
Racó dels esports de motor
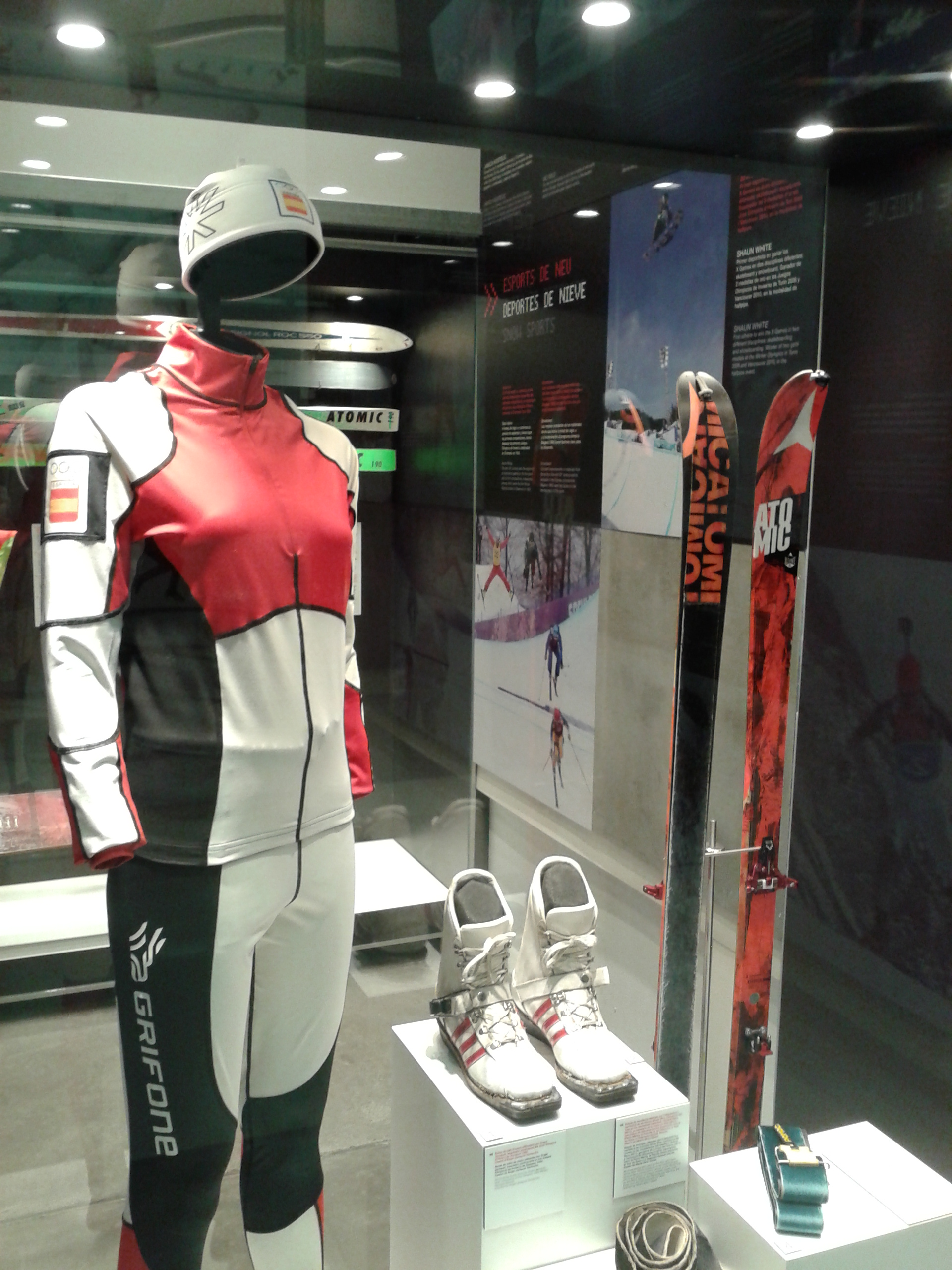
Detall de l'espai dels esports de neu
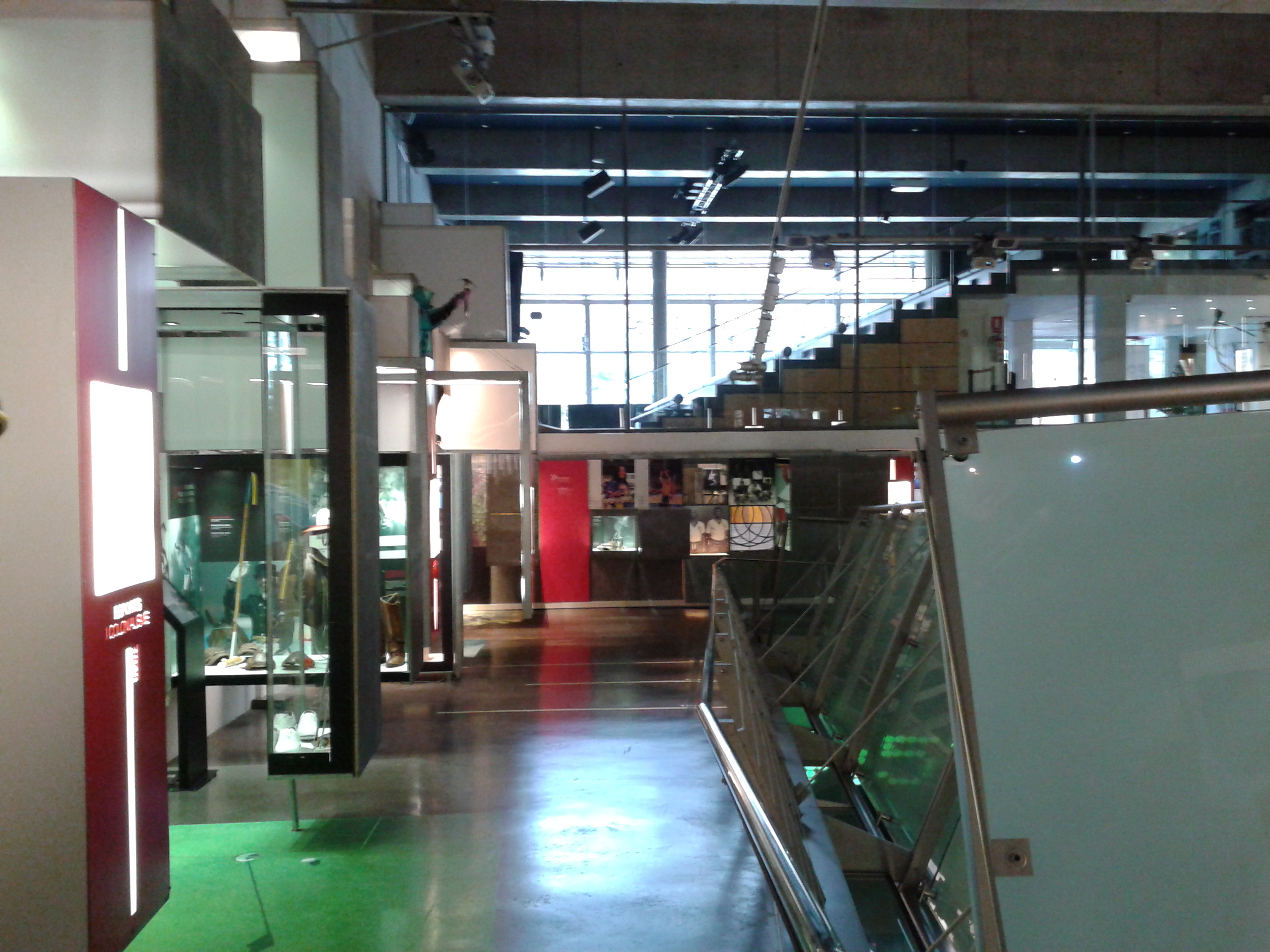
Vista interior i auditori del Museu Olímpic i de l'Esport
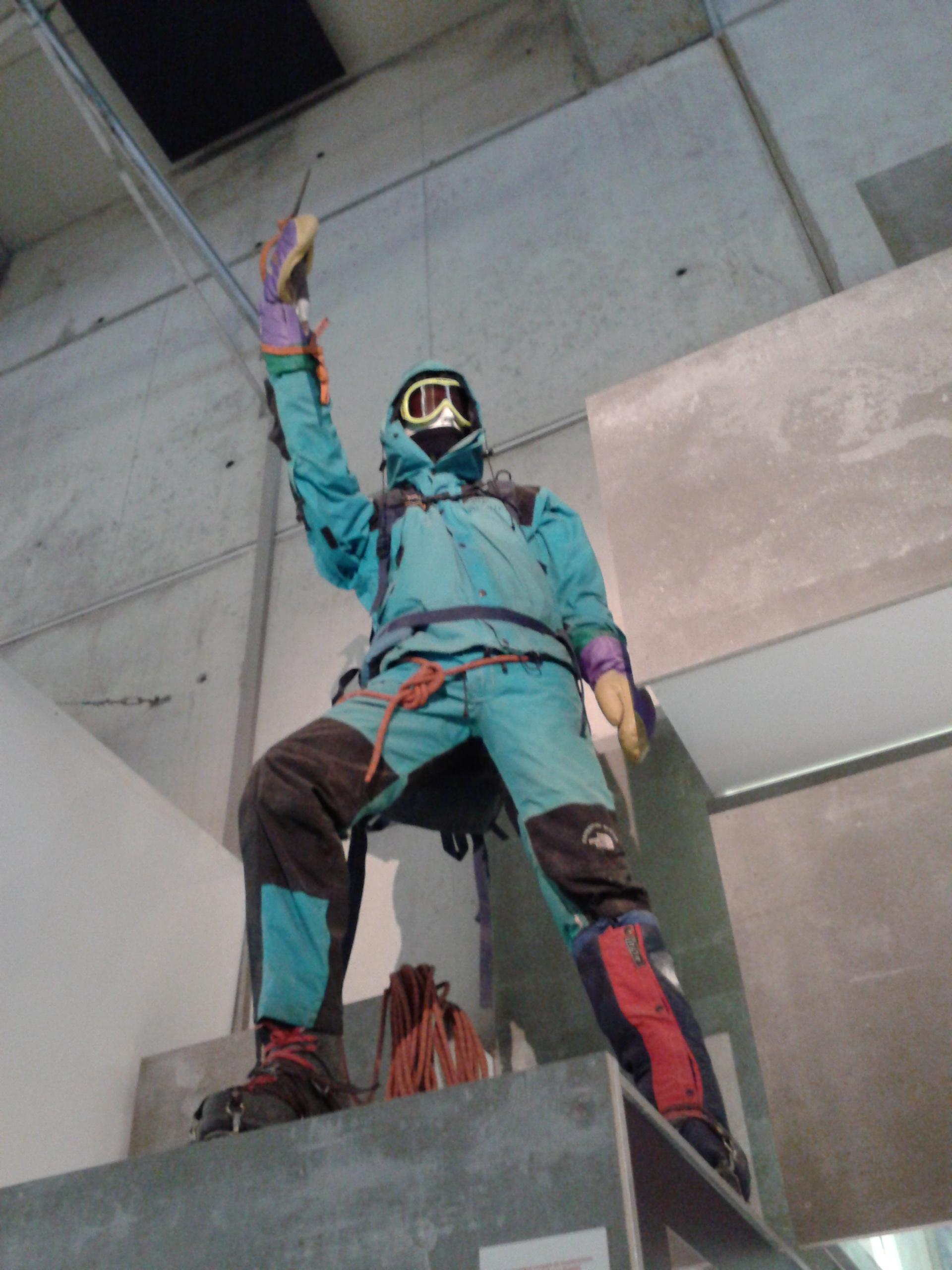
Representació d'un alpinista
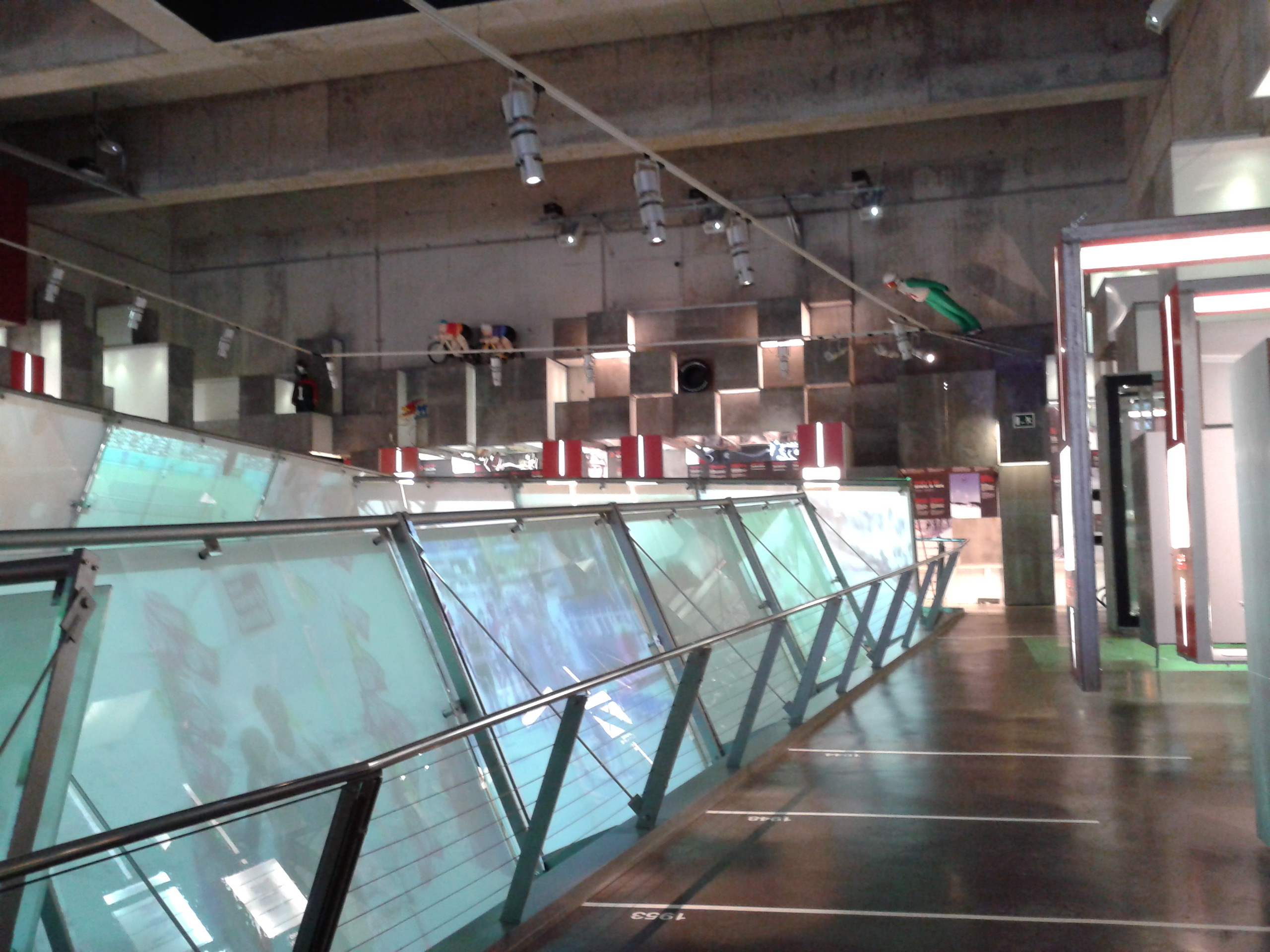
Vista interior del Museu Olímpic i de l'Esport
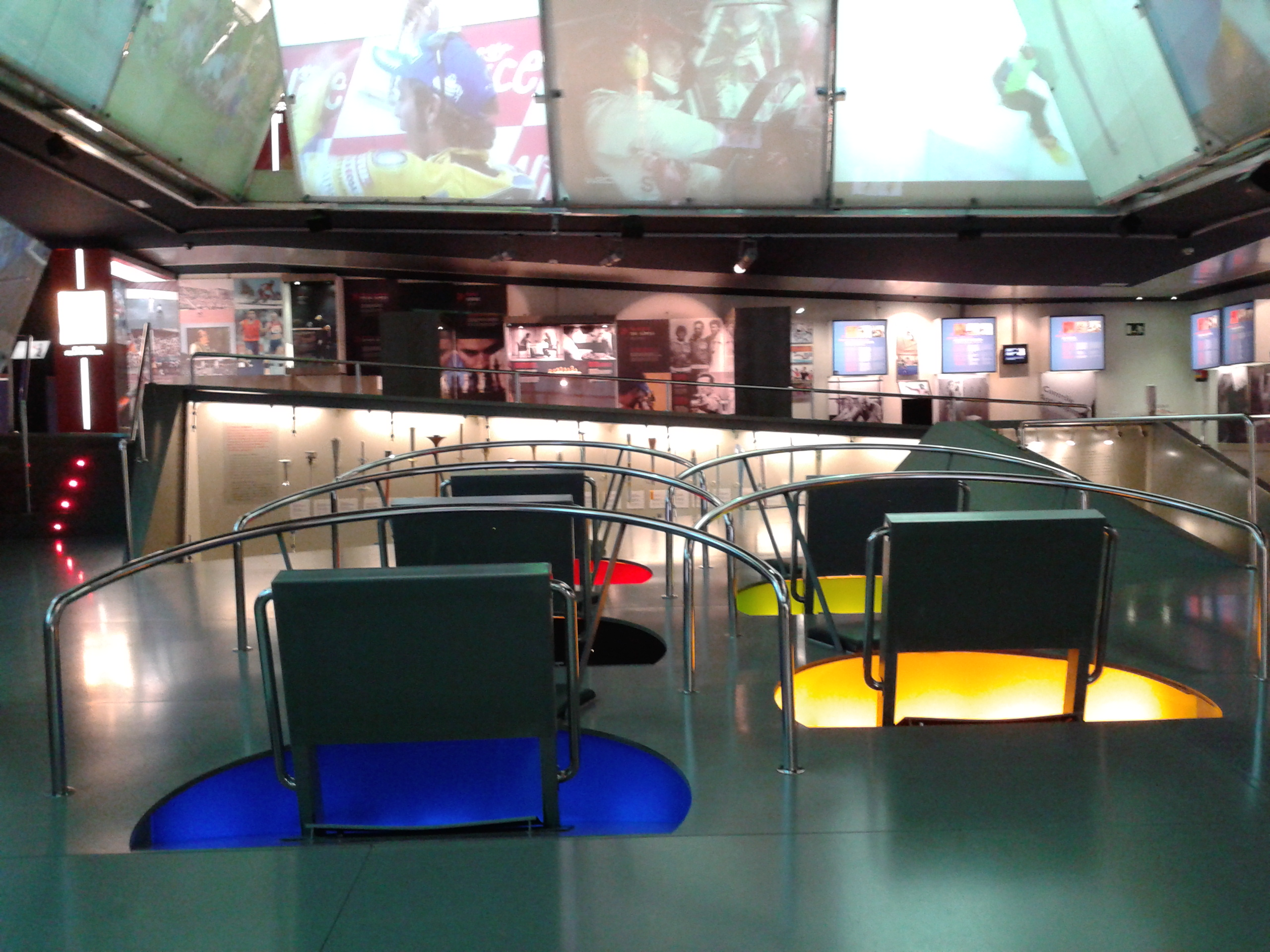
Sala de les anelles olímpiques
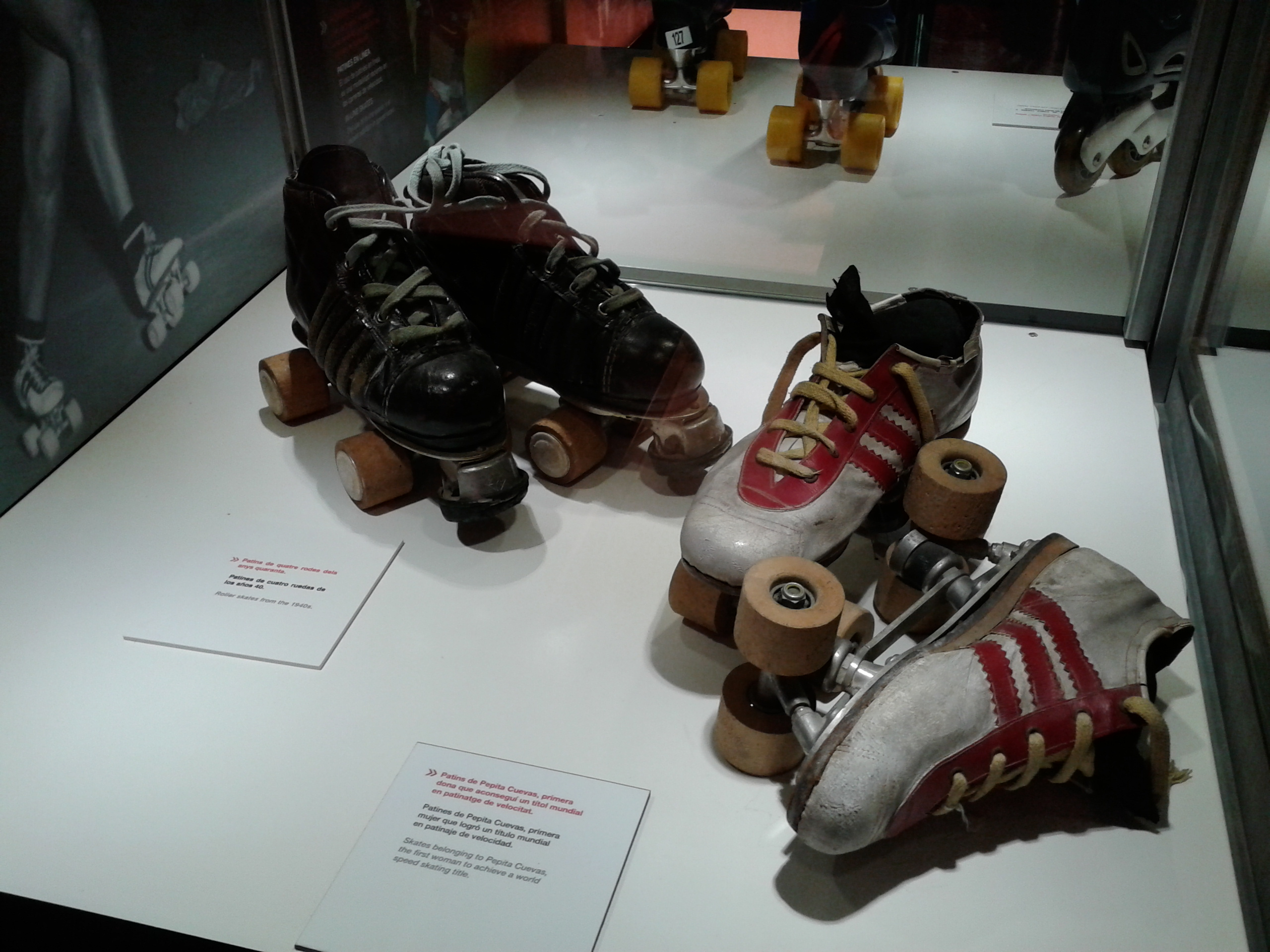
Patins al Museu Olímpic i de l'Esport
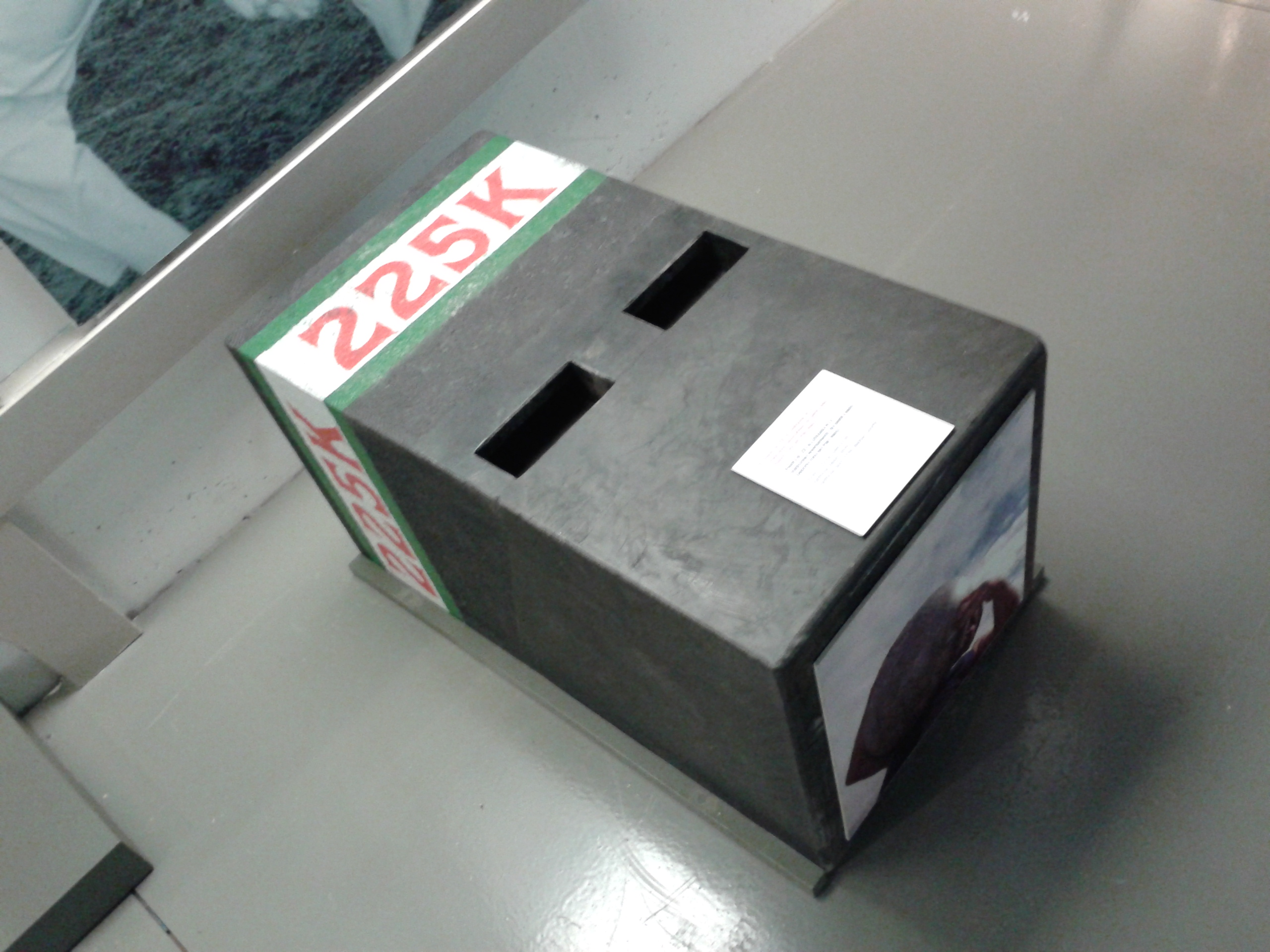
Detall de pedra de l'esport d'aixecament de pedra
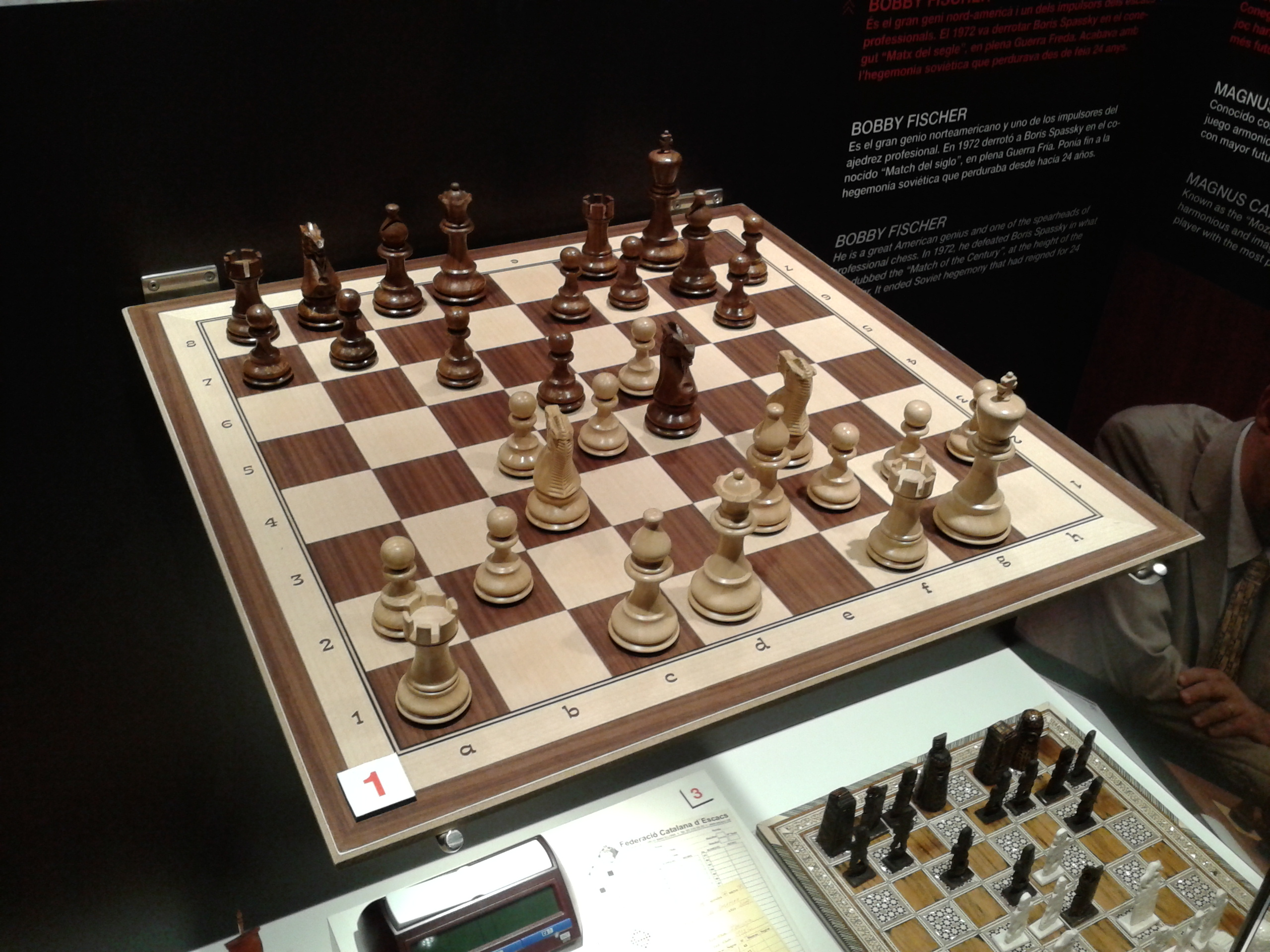
Tauler d'escacs
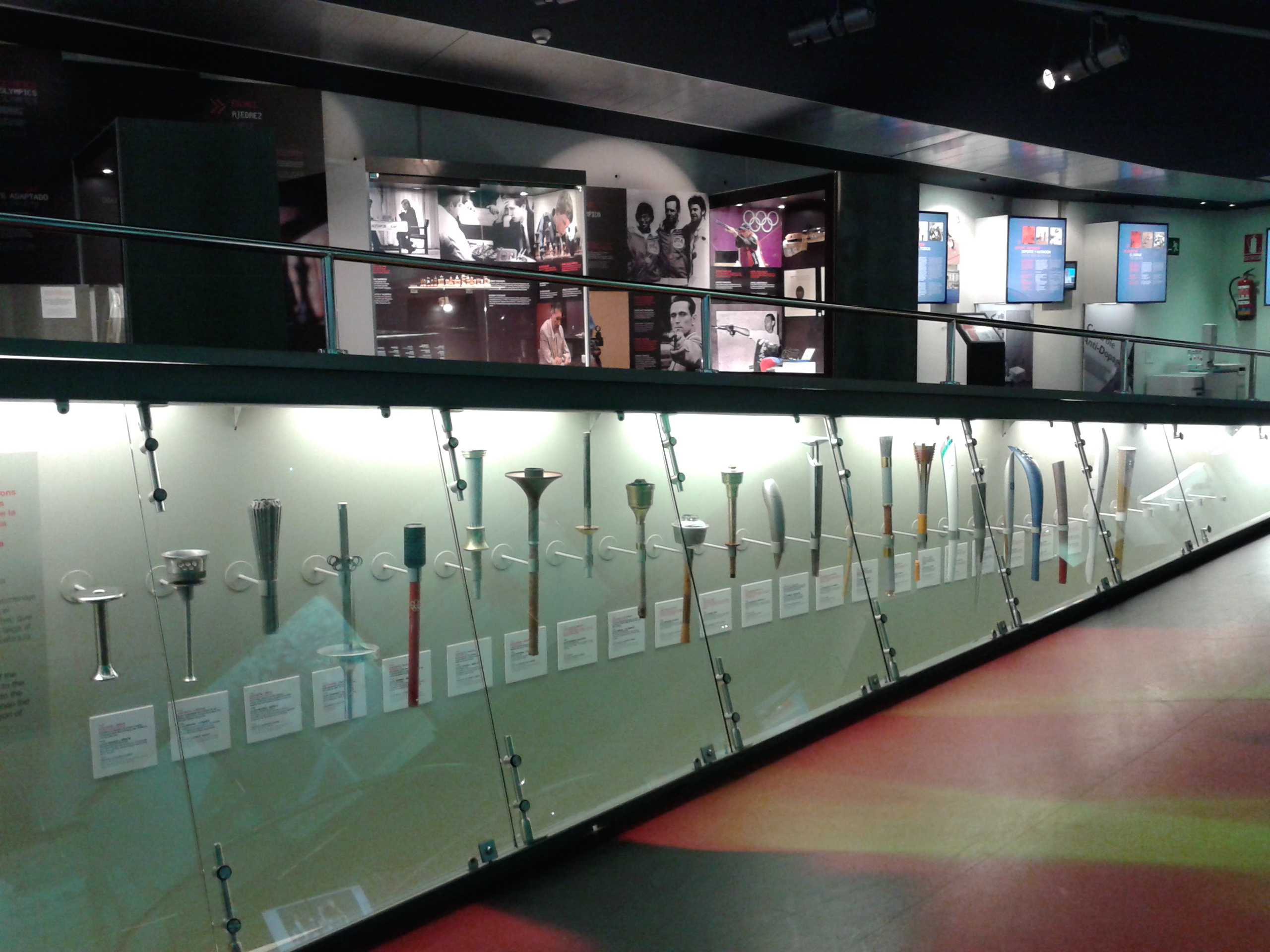
Torxes olímpiques
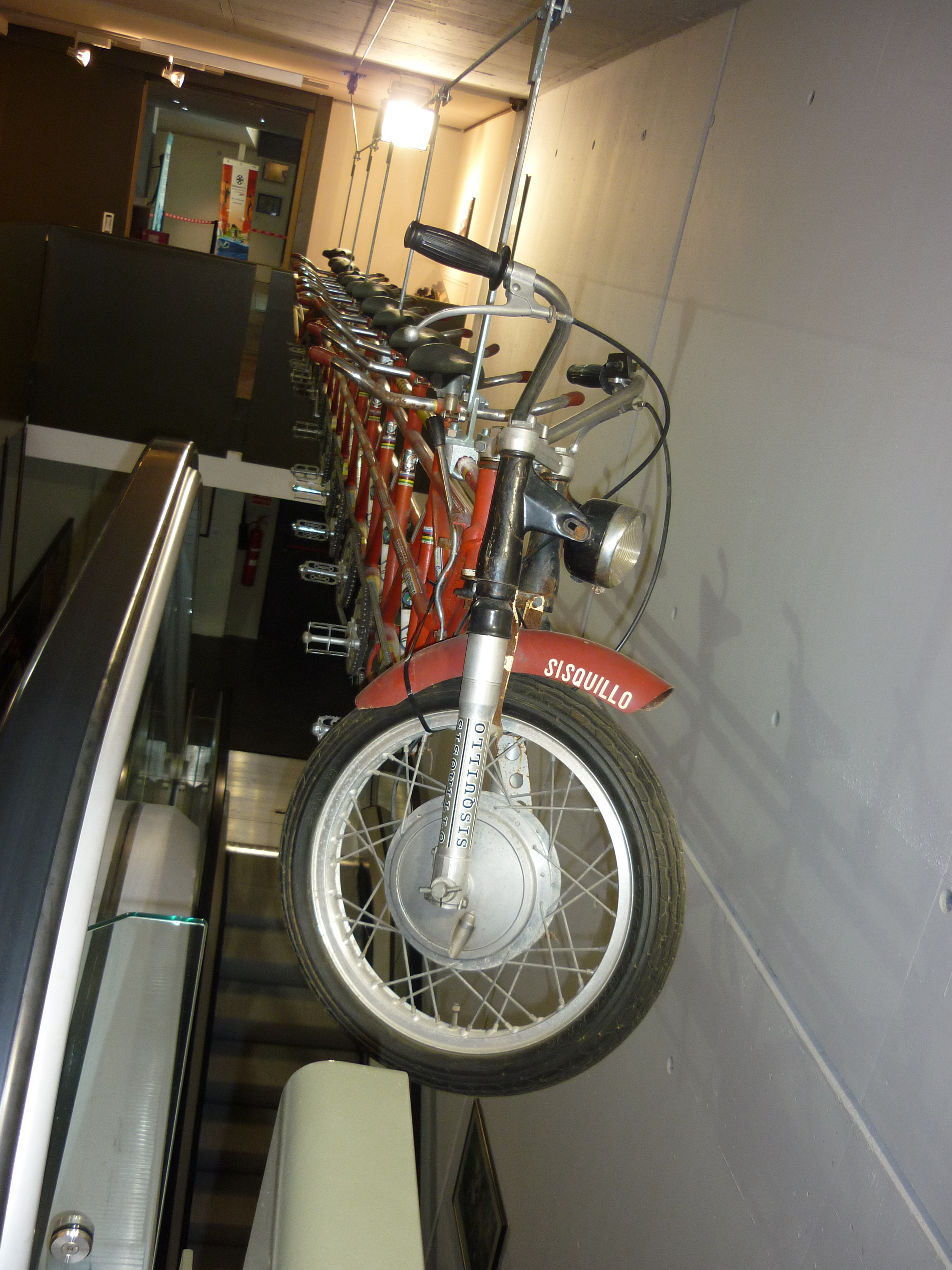
Tàndem Sisquillo